# The People Against O'Hara
The People Against O'Hara is een Amerikaanse film noir uit 1951 onder regie van John Sturges. De film werd destijds uitgebracht onder de titel De strafzaak O'Hara.

## Verhaal
De gevierde advocaat James Curtayne heeft een drankprobleem. Hij neemt de verdediging op zich van de jonge John O'Hara. Hij wordt verdacht van moord.

## Rolverdeling
| Acteur            | Personage           |
| ----------------- | ------------------- |
| Spencer Tracy     | James P. Curtayne   |
| Pat O'Brien       | Vincent Ricks       |
| Diana Lynn        | Virginia Curtayne   |
| John Hodiak       | Louis Barra         |
| Eduardo Ciannelli | Sol Lanzetta        |
| James Arness      | John Fordman O'Hara |
| Yvette Duguay     | Katrina Lanzetta    |
| Jay C. Flippen    | Sven Norson         |
| William Campbell  | Frank Korvac        |
| Richard Anderson  | Jeff Chapman        |
| Henry O'Neill     | Rechter Keating     |
| Arthur Shields    | Mijnheer O'Hara     |
| Louise Lorimer    | Peg O'Hara          |
| Ann Doran         | Betty Clark         |
| Emile Meyer       | Tom Mulvaney        |